# EAS Airlines
EAS Airlines – nieistniejące nigeryjskie linie lotnicze. Powstały w 1983 jako towarowe linie lotnicze. W 1993 otrzymało nazwę EAS Airlines.
W lipcu 2006 roku linia połączyła się z Fleet Air Nigeria Limited, tworząc krótkotrwałą linię Nicon Airways.

## Flota
- 4 Boeing 707-351C
- 4 BAC-1-11-500
- 2 Boeing 737-200
- 1 MC Donnell Douglas DC-8-55F

## Połączenia
Samoloty latają do: Abudży, Egunu, Josu, Lagos i Port Harcourt

## Katastrofa lotu EAS Airlines 4226
- 4 maja 2002 rozbił się samolot w Lagos. Samolot uderzył w meczet, w domy i szkołę. Zginęło 149 osób.